# Deeraplein
Het Deeraplein (Arabisch: |ساحة الصفاة) is een plein in Riyad (Saoedi-Arabië) waar publiekelijke executies (meestal onthoofding) plaatsvinden. In de volksmond of spottend in de media wordt het ook wel Chop Chop Square genoemd. Na het vrijdaggebed ontruimt de politie het gebied om de executie plaats te laten vinden. Na de onthoofding van de veroordeelde wordt het hoofd terug aan het lichaam gehecht en wordt het lichaam gewikkeld in textiel voor de eindrituelen en weggebracht.

## Afbeeldingen

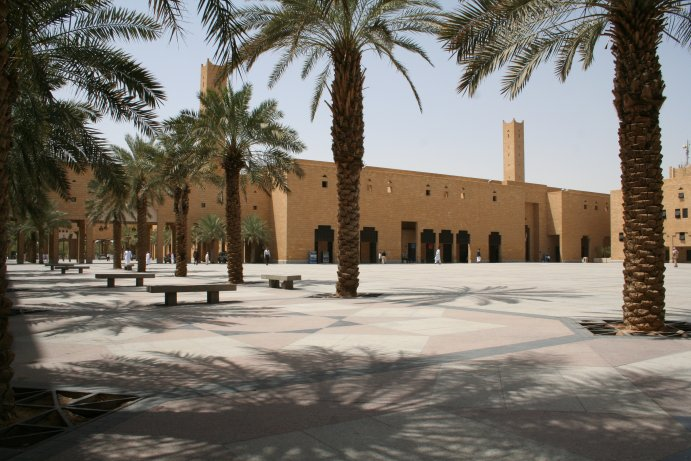
Het plein in 2007
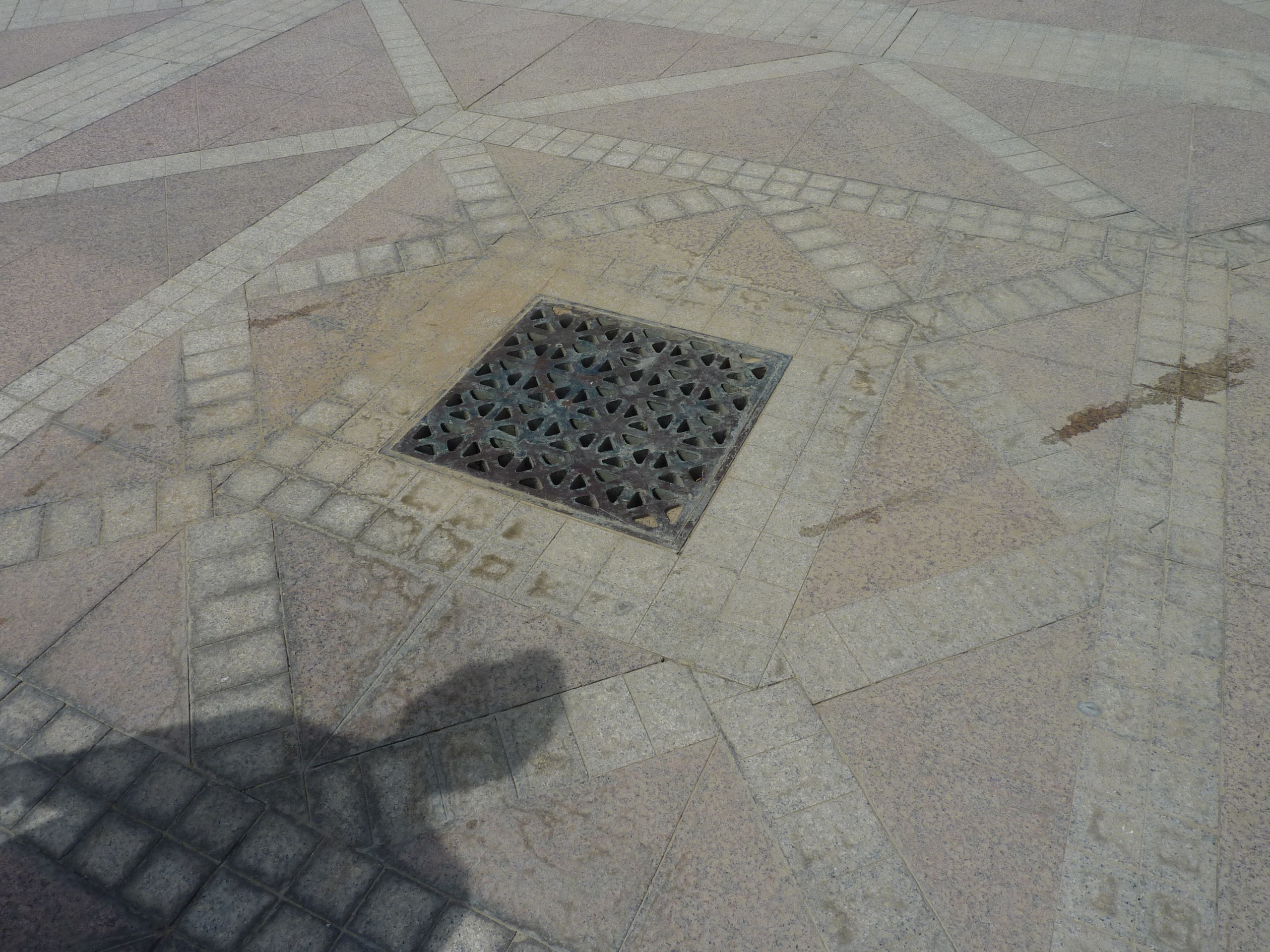
Afvoerput op het plein